# Печерский, Лев Израилевич
Лев Изра́илевич Пече́рский (1 апреля 1923, Дербент — 8 мая 2010, Санкт-Петербург) — российский фаготист, музыкальный педагог. Участник Великой Отечественной войны. Заслуженный артист РСФСР (1973).

## Биография
Родился 1 апреля 1923 года в Дербенте. Окончил Ленинградскую консерваторию (1949), ученик А. Г. Васильева, а затем Д. Ф. Ерёмина. 
В 1953 году разделил с Ашотом Абаджяном первую премию на Первом конкурсе фаготистов (имени Рейхи) в рамках фестиваля «Пражская весна». 
В 1945—1995 годах играл в Симфоническом оркестре Ленинградской филармонии, с 1950 года преподавал в музыкальной школе при Ленинградской консерватории.
Заслуженный артист РСФСР (1973).
Умер 8 мая 2010 года в Санкт-Петербурге. Похоронен на Богословском кладбище Санкт-Петербурга. С ним похоронена жена, пианистка-ансамблистка и педагог Лидия Сергеевна Печерская (1923–1978),
и сын, профессор, доктор физико-математических наук Сергей Львович Печерский (1950–2015).

## Награды
- орден Отечественной войны II степени (1985).